# فهرست مربیان باشگاه فوتبال پاس تهران
در زیر فهرستی از مربیانی است که در طول تاریخ باشگاه پاس تهران ، تجربه‌ی مربیگری این تیم را داشتند .

## فهرست مربیان
| نام              | دوران     |
| ---------------- | --------- |
| بهمن شهیدی       | ۱۳۴۲-۱۳۳۲ |
| مهدی اسداللهی    | ۱۳۵۱-۱۳۴۲ |
| حسن حبیبی        | ۱۳۵۶-۱۳۵۱ |
| همایون شاهرخی    | ۱۳۵۹-۱۳۵۷ |
| مهدی مناجاتی     | ۱۳۶۶-۱۳۶۰ |
| عزت‌الله افشار    | ۱۳۶۷      |
| فیروز کریمی      | ۱۳۷۱-۱۳۶۸ |
| مهدی مناجاتی     | ۱۳۷۲      |
| ابراهیم قاسم‌پور  | ۱۳۷۴-۱۳۷۳ |
| فیروز کریمی      | ۱۳۷۵      |
| ابراهیم قاسم‌پور  | ۱۳۷۶      |
| بیژن ذوالفقارنسب | ۱۳۷۸-۱۳۷۷ |
| محمود یاوری      | ۱۳۷۸      |
| ابراهیم قاسم‌پور  | ۱۳۷۹-۱۳۷۸ |
| حسین فرکی        | ۱۳۷۹      |
| فرهاد کاظمی      | ۱۳۸۰-۱۳۷۹ |
| فیروز کریمی      | ۱۳۸۰      |
| همایون شاهرخی    | ۱۳۸۲-۱۳۸۰ |
| مجید جلالی       | ۱۳۸۳-۱۳۸۲ |
| مصطفی دنیزلی     | ۱۳۸۵-۱۳۸۳ |
| مجید جلالی       | ۱۳۸۵      |
| همایون شاهرخی    | ۱۳۸۶-۱۳۸۵ |